# Cycloramphus mirandaribeiroi
Cycloramphus mirandaribeiroi és una espècie de granota de la família dels leptodactílids. Només es coneix de la seva localitat tipus al sud del Brasil, a São João da Graciosa, a la Serra do Mar, Estat de Paranà, entre els 50 i els 150 metres d'altitud. No s'ha tornat a trobar des de la seva primera caputra a finals dels setanta tot i els esforços per retrobar-la que s'han fet a partir del 1986.
Viu en corrents ràpides i rocoses en boscos de terres baixes, on també es reprodueix. És possible que estigui amenaçada pel turisme.